# Champs-sur-Yonne
Champs-sur-Yonne (bis 1965 nur Champs) ist eine französische Gemeinde mit 1.534 Einwohnern (Stand: 1. Januar 2022) im Département Yonne in der Region Bourgogne-Franche-Comté; sie gehört zum Arrondissement Auxerre und zum Kanton Auxerre-3. Die Einwohner werden Champicaunais genannt.

## Geographie
Champs-sur-Yonne liegt etwa fünf Kilometer südsüdöstlich von Auxerre an der Yonne. Umgeben wird Champs-sur-Yonne von den Nachbargemeinden Augy im Norden und Nordosten, Saint-Bris-le-Vineux im Osten, Escolives-Sainte-Camille im Süden sowie Auxerre im Westen.
Durch die Gemeinde führt die frühere Route nationale 6 (heutige D606) und der Canal du Nivernais.

## Bevölkerungsentwicklung
| Jahr                       | 1962 | 1968 | 1975 | 1982 | 1990 | 1999 | 2006 | 2018 |
| Einwohner                  | 721  | 820  | 1163 | 1489 | 1525 | 1382 | 1557 | 1570 |
| Quellen: Cassini und INSEE |      |      |      |      |      |      |      |      |